# Mari Jose Urruzola
Mari Jose Urruzola Zabalza (Irún, 23 de mayo de 1940 - Bilbao, 28 de abril de 2006) fue una pedagoga, feminista y escritora concienciada con la coeducación y la educación para la igualdad.

## Biografía
Urruzola vivió su infancia y adolescencia entre Donostia y Madrid. Trabajó para poder costearse los estudios universitarios en Madrid donde se licenció en filosofía y posteriormente fue catedrática de esa asignatura durante su carrera profesional. Realizó un posgrado de coeducación en la Universidad de Barcelona.
Ejerció como docente de filosofía y ética en institutos de Bilbao durante más de veinticinco años. Posteriormente, en los años 90, trabajó en los servicios de apoyo del Departamento de Educación del Gobierno Vasco como asesora de coeducación hasta su jubilación en el año 2001.

## Trayectoria
Mari Jose Urruzola estuvo comprometida con la coeducación y el feminismo en su vida. Desde la década de los setenta, a través de colectivos de mujeres enseñantes y educadoras surgidos dentro del movimiento feminista empezó a estudiar cómo aplicar la teoría feminista a la educación, desembocando en la coeducación. A partir de 1985 se fueron incorporando otros grupos sociales e instituciones a la tarea coeducativa y las publicaciones no sexistas.
Urruzola, dentro de esta evolución de la escuela mixta hacia la coeducación, concibió la educación como un medio para conseguir mejores personas. En su experiencia como docente, trabajó y difundió su idea de educar en igualdad y sin estereotipos, con la coeducación como base fundamental.

### Coeducación
Escribió diversos libros y guías educativas para niñas y adolescentes con temas como la violencia de género, las relaciones interpersonales y la educación sexual.
Para Urruzola, los pasos fundamentales para poner en práctica la coeducación pasaban por la evaluación de los errores para corregirlos y crear nuevos pasos que conducirían desde la escuela mixta del momento hacia la coeducativa. Porque para ella, el nuevo modelo educativo tenía queconseguirse "extrayendo los valores positivos de la cultura femenina y los de la masculina" y además la elaboración de "un nuevo concepto de persona" que educaría a cada chica y cada chico en su individualidad, partiendo de la diferencia". Todo ello al margen de los estereotipos sexistas que limitan el desarrollo humano.
Según Urruzola «La Escuela se convertiría en un espacio social, donde las personas acudirían, no a aprender “cosas”, sino a aprender “cosas” que les enseñen a ser personas. Así, estaremos colaborando a que cada persona elija después su aportación a la colectividad. Sería la aportaciónde la Escuela a la construcción de un nuevo modelo de sociedad».

### Activismo
Fundó el Colectivo Feminista Lanbroa, del que fue presidenta, así como las asociaciones feministas Emilia Pardo Bazán y Emaitza. Fue cofundadora de la Confederación de Organizaciones Feministas; se presentó a las elecciones europeas de 1999. En el año 2000 fue una de las fundadoras del Partido Feminista de Euskadi (Alderdi Feminista) que presentó a Zuriñe del Cerro como candidata a la alcaldía de Bilbao.

## Publicaciones

### Libros
- Sexualidad en la escuela, 1985[7]
- ¿Es posible coeducar en la actual escuela mixta?: una programación curricular de aula sobre las relaciones afectivas y sexuales, 1991[8]
- Aprendiendo a amar desde el aula, 1991[9]
- Guía para chicas. Cómo andar por casa, 1992[10]
- Guía para chicas. Cómo prevenir y defenderte de las agresiones, 1992[11]
- Introducción a la filosofía coeducadora, 1995[12]
- Educación de las relaciones afectivas y sexuales desde la filosofía coeducadora, 1997[13]
- Violencia de género: el maltrato escondido: guía para identificar y superar las causas de la violencia cotidiana, 2001 [14]
- Igualdad y responsabilidad en la edad de la sabiduría: vivir y envejecer con protagonismo y autoridad personal, 2003[15]
- Vivir la separación como una oportunidad para aprender: guía para la corresponsabilidad en la reconstrucción emocional, 2003[16]

### Colaboraciones en obras colectivas
- Coeducar para el desarrollo físico, 1993[17]
- Ser chica en una escuela de chicos, 1993[18]
- La coeducación una alternativa transversal a la escuela actual, 1995[19]
- Educar en la igualdad, un camino hacia la prevención de la violencia, 2000[20]
- Una programación curricular de aula sobre las relaciones afectivas y sexuales, 2004[21]
- Una programación curricular de aula sobre las relaciones afectivas y sexuales, 2007[22]

- La educación de las relaciones afectivas y sexuales, 2007[23]

## Premios y reconocimientos
- En el año 2006 a título póstumo el Premio Emakunde a la Igualdad.[24][25][1]
- En el año 2006 homenaje de los Seminarios de Coeducación.[26]
- En el año 2008 homenaje del Ayuntamiento de Bilbao, Colectivo  Feminista Lanbroa y Partido Feminista.[27]